# Oftringen
Oftringen es una ciudad y comuna suiza del cantón de Argovia, localizada en el distrito de Zofingen. Limita al norte con las comunas de Starrkirch-Wil (SO) y Dulliken (SO), al noreste con Walterswil (SO), al este con Safenwil, al sur con Zofingen y Strengelbach, al suroeste con Rothrist, y al oeste con Aarburg.

## Transportes
Ferrocarril
Dentro de la comuna existen las estaciones de Küngoldingen y de Walterswil-Striegel, que se encuentran alejadas del núcleo urbano de Oftringen, siendo la principal estación que da servicio a la comuna la de Aarburg-Oftringen